# Santa nit
«Santa nit» («Stille Nacht, heilige Nacht» en alemany) és una nadala composta el 1818 a Àustria i interpretada per primer cop a Oberndorf bei Salzburg la Nit de Nadal del mateix any. Ha estat declarada Patrimoni Cultural Immaterial de la Humanitat per la UNESCO el març de 2011. Fou composta per l'organista Franz Xaver Gruber i el sacerdot Joseph Mohr. Ha estat versionada per molts músics al llarg de la història i s'ha traduït a més de 140 idiomes. Fou cantada simultàniament en anglès, francès i alemany pels dos bàndols de la Primera Guerra Mundial durant la Treva de Nadal de 1914.

## Lletra
Santa nit, plàcida nit,

els pastors han sentit

l'al·leluia que els àngels cantant

en el món han estat escampant:

el Messies és nat, el Messies és nat.

Santa nit, plàcida nit,

ja està tot adormit.

Vetlla sols en la cambra bressant

dolça mare que al nin va cantant:

dorm en pau i repòs, dorm en pau i repòs.

Santa nit, plàcida nit,

el Jesús, tan petit,

és el Déu, ser suprem poderós,

en humil petitesa reclòs,

per l’home redimir, per l’home redimir.

Santa nit, plàcida nit,

els pastors han sentit

l’al·leluia que els àngels cantant

en el món han estat escampant:

el Messies és nat, el Messies és nat.